# Тимирязевы
Тимирязевы (Темирязевы, Тимерязевы) — дворянский род столбовых дворян.
При подаче документов (29 марта 1686) для внесения рода в Бархатную книгу, была предоставлена родословная роспись Тимирязевых и четыре вотчинные жалованные грамоты: Ивана IV Михаилу и Дувану Семёновичам Тимирязевым на их поместье половину сельца Клыково и деревни Сеча в "Ракове креве" в Каширском уезде (1547), царя Михаила Фёдоровича: Василию Афанасьевичу Тимирязеву на половину деревни Скулеево в Перемышльском уезде (1614), Афанасию Григорьевичу Тимирязеву на жеребий села Воржавцы в Лихвинском уезде (1615), Афанасию Афанасьевичу Тимирязеву на 2/3 села Жеренино в Лихвинском уезде (1615).
Род внесён в VI часть родословных книг Калужской и Орловской губерний.

## Происхождение и история рода
По сказаниям старинных родословцев и семейным преданиям, Тимирязевы — потомство князя улуса Джучи Темира-Гази, воевавшего с Литвой (1374). Его сын, Ибрагим (Обрагим) Темирязев — один из военачальников Едигея во время нашествия его на Россию (1408), выехал впоследствии в Россию и крестился с именем Александра. Денис-Дуван Семёнович Тимирязев убит при взятии Казани (1552). Лев Михайлович Темирязев, по прозванию Шемаух, 2-й воевода в Смоленске (1581). Афанасий Афанасьевич за Московское осадное сидение 1610 года пожалован поместьем, а его брат Василий Афанасьевич за Московское осадное сидение 1618 года. Матвей Юрьевич Темирязев, по прозванию Плакида, за Московское осадное сидение (1618) жалован вотчинами, был три года в плену у крымцев.
Иван Назарьевич Тимирязев по делу Остермана, Миниха и Головкина осуждён на смерть, которая была заменена ссылкой в Сибирь (1742).
Род существует в РФ и в наше время.

## Описание гербов

#### Герб Тимирязевых 1785 г.
В Гербовнике Анисима Титовича Князева 1785 года имеется изображение печати с гербом действительного статского советника, осужденного по делу графов Остермана, Головина и Миниха на смертную казнь, которая была заменена ссылкой в Сибирь - Ивана Назарьевича Тимирязева: в синем поле щита изображен золотой лев, стоящий на задних лапах с поднятым хвостом, мордой повёрнутый вправо и держащий в левой лапе золотую же подкову. На щите находится шлем. Щит покрыт княжеской мантией и увенчан шапкой княжеского достоинства. Над княжеской мантией, по сторонам, две серебряные восьмиконечные звезды.

#### Герб. Часть VIII. № 14.
В щите, имеющем голубую вершину, изображены три серебряных шестиугольных звезды (польский герб Гвязды). В нижней пространной части в золотом поле по обеим сторонам щита находится лес и бегущий влево олень, пронзённый стрелой.
Щит увенчан дворянскими шлемом и короной. Нашлемник: выходящая из облака рука с мечом. Намёт на щите голубой, подложенный серебром. Щитодержатели: два коронованные чёрные орла. Герб рода Тимирязевых внесён в Часть 8 Общего гербовника дворянских родов Всероссийской империи, стр. 14.

## Известные представители
- Тимирязев Юрий Григорьевич — погиб под Калугою на реке Вырне (1603).
- Тимирязев Иван Григорьевич — убит под Кромами (1608).
- Тимирязев Сидор Иванович — убит литовцами под Одоевым (1610).
- Тимирязев Богдан Афанасьевич — лихвинский городовой дворянин (1627—1629), воевода в Перемышле, Черни, Крапивне и Мосальске (1629—1651),
- Тимирязев Василий Афанасьевич — воевода в Перемышле (1625), Пронске (1634), московский дворянин (1636—1640).
- Тимирязев Воин Иванович по прозванию Бык — лихвинский сын боярский и городовой дворянин (1629), ранен поляками под Смоленском (1634).
- Тимирязев Матвей Юрьевич (Плакида) — воевода в Чёрном-Яру, где умер от ран (1652).
- Тимирязев Яков Богданович — погиб на Басе (1661).
- Тимирязев Иван Матвеевич (Плакидов) — воевода у лихвинских, козельских, одоевских и перемышльских засек (1677—1678).
- Тимирязев Степан Богданович — московский дворянин (1676). воевода в Дорогобуже (1683).
- Тимирязев Никита Иванович — завоеводчик в Крымском походе (1686), стряпчий (1692).
- Тимирязевы: Иван и Никита Степановичи — завоеводчики в Крымском походе (1686), есаулы в Азовском походе (1696).
- Тимирязев Афанасий Степанович — завоеводчик в Азовском походе (1696), стольник (1696).
- Тимирязевы: Никита Петрович, Иван Лукьянович,Иван Плакидин, Иван Васильевич, Гаврила Иванович — московские дворяне (1677—1692).
- Тимирязевы: Павел Степанович, Пётр Плакидин, Даниил Иванович, Алферий Яковлевич — стряпчие (1692).
- Тимирязевы: Яков Васильевич, Яков Емельянович, Никита и Иван Степановичи, Назарий и Василий Ивановичи — стольники (1692).
- Тимирязев Семён Никитич — поручик, погиб под Очаковым (1737).
- Тимирязев — подпоручик Якутского пехотного полка, погиб при Кенигсварте и Вейсиге (07 мая 1813), его имя занесено на стену храма Христа Спасителя.
- Тимирязев Иван Семёнович — генерал-лейтенант, основатель Астраханского музея и публичной библиотеки, наказной атаман Астраханского казачьего войска (1834—1844)[2][5].
- Тимирязев Василий Иванович — тайный советник, министр торговли и промышленности.
- Тимирязев Николай Аркадьевич — генерал от кавалерии.
- Тимирязев, Фёдор Иванович (1832—1897) — саратовский губернатор (1879—1881).
- Тимирязев Дмитрий Аркадьевич — известный статистик и химик.
- Тимирязев Клемент Аркадьевич — известный физиолог, ботаник, писатель, журналист и историк науки.
- Тимирязев Василий Аркадьевич — литератор, журналист и переводчик.